# Kapa (črka)
Kápa (grško: starogrško κάππα; velika črka: Κ, mala črka: κ) je deseta črka grške abecede in ima številčno vrednost 20. Črka kapa se je razvila iz feničanske črke kaf (). Iz grške črke Κ izvira latinična črka K in tudi cirilična črka К.
V grščini se črka Κ izgovarja kot k.

## Pomeni
- v astronomiji je κ oznaka za deseto zvezdo v ozvezdju
- v matematiki je κ oznaka za ukrivljenost
- v fiziki je κ (včasih tudi G) oznaka za gravitacijsko konstanto: κ ≈ 6,67‧10-11 N m2/kg2
- v fiziki je κ  oznaka za stisljivost

### Unicode
|                | Velika črka Κ          | mala črka κ          |
| -------------- | ---------------------- | -------------------- |
| Unicode UTF-16 | U+039A                 | U+03BA               |
| Ime Unicode    | Velika grška črka kapa | Mala grška črka kapa |
| Koda HTML      | &#922;                 | &#954;               |
| Enota HTML     | &Kappa;                | &kappa;              |